# Bohumil Říha

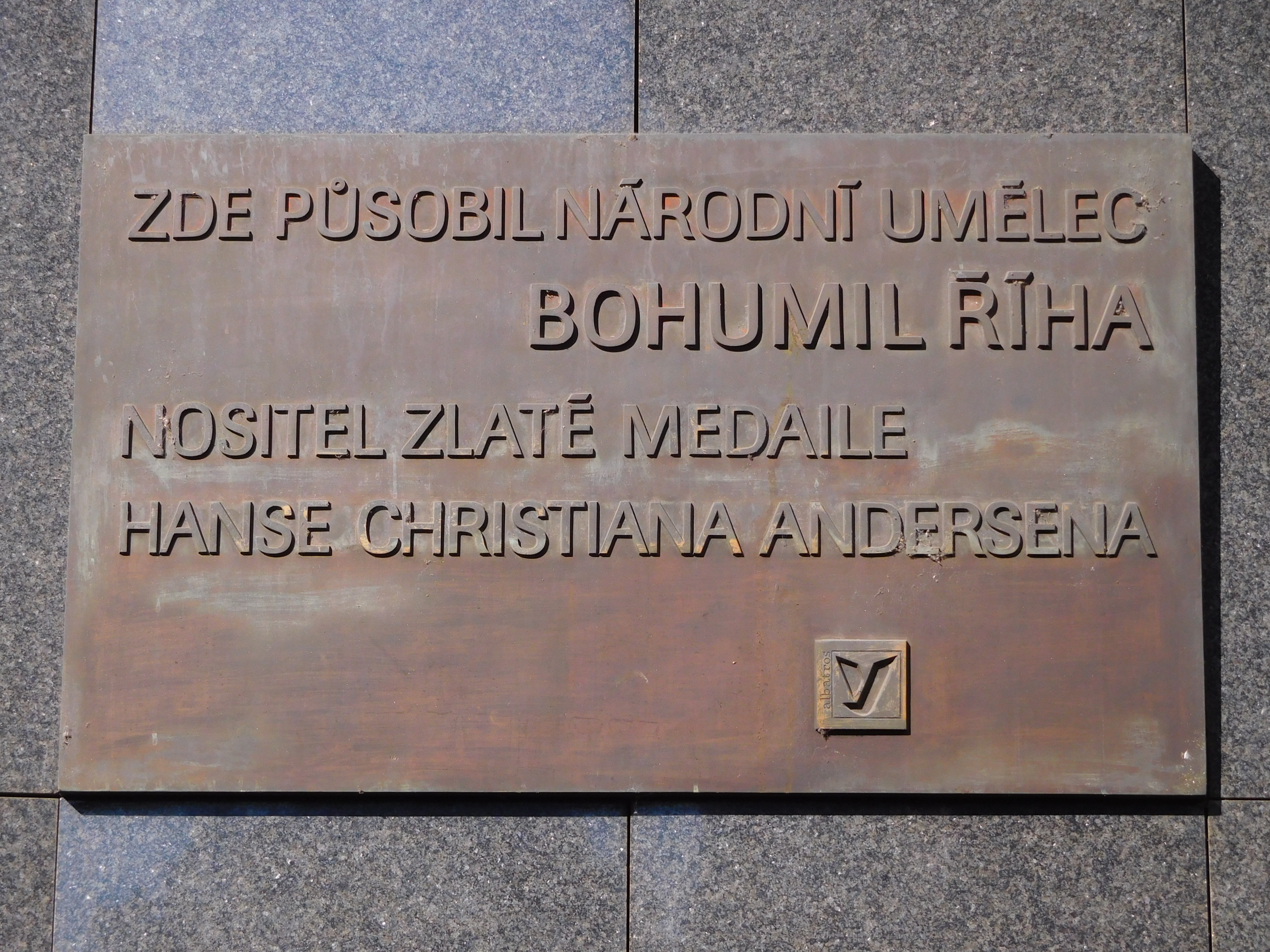
Pamětní deska na Národní třídě v Praze

Bohumil Říha (27. února 1907 Vyšetice – 15. prosince 1987 Dobříš) byl český spisovatel. Psal zejména historické romány a knihy pro děti.

## Život

### Mládí a učitelské působení
Narodil se ve vesničce Vyšetice, dnes součásti obce Šebířov u Votic. Jeho otec byl vesnický kovář, a tak celá rodina kvůli jeho práci často cestovala po různých velkostatcích. Obecnou školu absolvoval v Mladé Vožici. Dále se rodina usadila v Čáslavi, kde Bohumil absolvoval měšťanku a pak i tamní učitelský ústav. Studium zde zakončil roku 1925 a další tři roky na Čáslavsku vypomáhal jako pomocný učitel. Pak absolvoval vojenskou službu a po ní dostal umístěnku jako odborný učitel na měšťanskou školu v Habrech. Odtud se dostal na měšťanskou školu v Poděbradech a tam učil až do roku 1945.

### Po roce 1945
Po roce 1945 levicově smýšlející Říha vstoupil do KSČ a stal se školním inspektorem, zprvu ve Vysokém Mýtě, pak v Poděbradech. Od roku 1949 byl spisovatelem na volné noze. V roce 1952 se stal tajemníkem Svazu spisovatelů. I díky tomu často cestoval, navštívil Sovětský svaz, Čínu, Mexiko a jiné země. V letech 1956–1967 působil jako ředitel Státního nakladatelství dětské knihy.

### Veřejná činnost
Roku 1967 šel do důchodu, angažoval se však veřejně dál. V roce 1971 se přihlásil k normalizačnímu Svazu českých spisovatelů a rok poté se stal členem jeho předsednictva a výboru. Aktivní byl v UNESCO (Organizaci OSN pro vzdělání, vědu a kulturu) i v organizaci Mezinárodní sdružení pro dětskou knihu (International Board on Books for Young People – IBBY), díky této aktivitě obdržel Medaili Hanse Christiana Andersena. V roce 1977 patřil mezi přední signatáře Anticharty.
V roce 1967 se stal zasloužilým umělcem, v roce 1975 byl jmenován národním umělcem. Byl nositelem Řádu práce (1977) a Řádu republiky (1982). Za trilogii o vládě Jiřího z Poděbrad (Přede mnou poklekni, Čekání na krále, A zbyl jen meč) obdržel v roce 1980 státní cenu Klementa Gottwalda.
Zemřel v Dobříši v 80 letech. Je pohřben v Poděbradech.

## Dílo
Za jeho nejkvalitnější tvorbu lze považovat historické romány z období českých dějin.[zdroj?] Některé jeho knihy byly přeloženy do mnoha jazyků. Byl a je považován za předního představitele socialistického realismu po roce 1945.[zdroj?]
Po roce 1989 byly jeho dětské knihy nakladatelsky cenzurovány po stránce ideologické (odstranění odkazů na reálně socialistické prostředí) i kulturní (tělesné tresty dětí, zacházení se zvířaty, kouření). Z jeho dětské encyklopedie byla odstraněna více než třetina hesel.

### Angažované vesnické romány
- Země dokořán, 1950, tendenčně zkreslená[zdroj?] výpověď o osidlování pohraničí
- Dvě jara, 1952, proměny vesnice ke kolektivizaci po roce 1948
- Venkovan, 1955 – první díl, 1958 – druhý díl, o proměně lidí v novém společenském řádu

### Pozdější díla
- Doktor Meluzin, 1973 zfilmováno pod názvem Dým bramborové natě, o venkovském lékaři
- Divný člověk
- O rezavém rváči a huňatém pánovi, 1971

### Historické romány
- Trilogie o vládě Jiřího z Poděbrad:
  - Přede mnou poklekni, 1971
  - Čekání na krále, 1977
  - A zbyl jen meč, 1978

### Pro děti
Pracoval také na několika publikacích, určených pro výuku, např. čítankách a učebnicích pro základní školy nebo dosud ceněné populárně naučné Dětské encyklopedii.
- O lékaři Pingovi, 1941
- O třech penízcích, 1941
- Honzíkova cesta, 1954
- O letadélku Káněti, 1957
- Pět bohů táhne přes moře
- Jak vodníci udobřili sumce
- Dva kluci v palbě
- Velká obrázková knížka pro malé děti, 1959, 1976 psáno s M. Lukešovou
- Divoký koník Ryn 1966
- Jak jel Vítek do Prahy
- Dětská encyklopedie, ilustrace Vladimír Fuka; 1959, 1962, 1966, 1971
- Střídá se kapitán
- Adam a Otka, 1970
- Heidi, děvčátko z hor, vydáno 1971 – převyprávění klasického románu Heidi, děvčátko z hor Johanny Spyri
- Nový Gulliver, vydáno 1973, sci-fi román
- Indiánská romance, 1981
- Vítek, 1982
- Já ho vypátrám sám, 1987